# Alexandre de Saint-Juan
Pour les autres membres de la famille, voir Famille Desbiez de Saint-Juan.
Alexandre de Saint-Juan (nom complet : Alexandre-Gabriel Desbiez, baron de Saint-Juan) est un écrivain et poète français, né le 18 août 1820 à Beaune et mort le 23 février 1863 à Besançon, auteur de poésies et de contes souvent liés à l'histoire et aux légendes de Franche-Comté dont "Poésies, ébauches et fragments" (1901), ainsi que d'un journal des évènements de 1848 à Paris intitulé "Le Bataillon mobile de Besançon à Paris, impressions et souvenirs".

## Biographie

### Jeunesse
Né en 1820 dans une famille de la noblesse de Franche-Comté, il est le fils du baron Charles Desbiez de Saint-Juan (1785-1862), conseiller général du Doubs[réf. incomplète], et de Zoé Gravier de la Gelière, d'une famille noble de Bourgogne dont le père était maire de Beaune[réf. incomplète]. Par sa mère, il se trouve être le cousin germain de Marguerite de Blic.
Sa jeunesse se déroule exempte de préoccupations sérieuses dans sa ville natale de Besançon, au sein d'une famille qui l'entoure d'affection.
Il est dès son enfance au contact des arts et de la littérature, son père le baron Charles de Saint-Juan, membre de l'Académie des sciences, belles-lettres et arts de Besançon et de Franche-Comté et cofondateur du journal Le Francs-Comtois[réf. incomplète], recevant volontiers les artistes et les hommes de lettres  (dont Charles Nodier et Charles Weiss) en son hôtel particulier de Besançon et en son château de Salans (Jura)[réf. incomplète],,.
Alexandre Estignard dans son portrait d'Alexandre de Saint-Juan écrit : « C'est dans cette atmosphère de travail, dans ce milieu d'érudits, que l'intelligence de Saint-Juan s'éveilla et grandit (...) il a vingt ans a peine, et déjà sa vocation se révèle. ».
A peine sortie du collège, il participe avec succès à des concours académiques.
Bien que son père eut préféré qu'il se consacre à l'étude du droit et à une carrière dans la magistrature comme ses ancêtres, membres du Parlement de Besançon, Alexandre de Saint-Juan renonce rapidement à des études de droit à Paris et préfère rester en Franche-Comté pour cultiver la muse.
Il collabore régulièrement au journaux La revue Franc-comtoise et L'Impartial.
Il profite des conseils de sa sœur Marie de Saint-Juan d'une érudition aussi variée qu'étendue, auteur de plusieurs ouvrages fort estimés ainsi que ceux de l'homme de lettres et bibliographe Charles Weiss, ami de la famille.
En 1848, Alexandre de Saint-Juan est l'auteur d'un journal intitulé Le Bataillon mobile de Besançon à Paris, impressions et souvenirs, relatant son expédition à Paris en tant que garde national lors révolte de juin 1848 à Paris. L'ouvrage obtint à sa publication un certain succès.
Il y raconte comment 700 gardes nationaux du département du Doubs partis pour Paris sur des bateaux à charbon arrivèrent dans la capitale après une expédition qui dura huit jours et une fois l'insurrection terminée. Il décrit son campement au château des Tuileries transformé en caserne et aux parquets effondré et un Paris morne dépeuplé et lugubre.
Mais c'est vers la poésie que se tourne Alexandre de Saint-Juan. Le château de Salans devint le lieu de prédilection et d'inspiration du poète qui écrit à son sujet:
Près d'un coteau je sais une fraiche retraite

Une ruche d'abeille, un abri de poète
Poète romantique de l'école d'Alfred de Musset, au lieu de prendre son inspiration dans la vie moderne, il compose avec les légendes du Moyen Âge des récits fabuleux.
Ses légendes et ses fables souvent inspirées de la tradition franc-comtoise constituent ses principales œuvres. Il est l'auteur notamment de L'Escarbouche de la Vouivre tiré d'une ancienne légende de Franche-Comté, qui raconte d'un jeune homme qui réussit à s'emparer du rubis que porte le personnage mythique de la Vouivre et qui devenu riche, oubli Dieu et la femme qui l'a aimé et finit par devenir la proie de Satan.
''Le monstre avait pour chef une tête de femme

Mais on ne pouvait pas en deviner l'aspect

Tant le rouge rubis dont son front s'étoilait.
Reçu à l'Académie des sciences, belles-lettres et arts de Besançon et de Franche-Comté, pendant dix ans, il est de ceux qui contribuent le plus aux séances publiques.

### Mariage et vie à la campagne
Le 6 mars 1849, il épouse au château de Buthiers Elisabeth de Jouffroy d'Abbans (fille de Louis comte de Jouffroy d'Abbans et de Catherine de Scey-Montbéliard). Il s'installe avec son épouse dans sa propriété de Saint-Juan près de Baume-les-Dames, où il s'improvise sans grand succès cultivateur et agriculteur.
Rapidement, il se plaint de cette existence qui n'est pas faite pour lui : « Moi l'homme de la fantaisie, me voilà attelé à la charrue, moi qui vivait au jour le jour, sans rêve d'avenir, sans remords du passé, je suis obligé de songer à l'avenir, et je répare un passé déplorable d'administration à la campagne.».
Il se console de son inaction en relisant les poètes et en corrigeant son œuvre. La présence de ses cinq enfants lui fait oublier ses déceptions et lui inspire des vers où s'exprime toute son affection paternel :
Venez, monsieur Joseph, vous que j'ai trop aimé

Et qui faites damner tous les jours votre père

A mon grand crève-cœur, votre main assassine

A fêlé le plus beau de mes vases de chine

Si vous vous contentiez de transformer mes rimes

En poules de papier, je rirais de vos crimes

Assis sur mes genoux venez écouter un conte

Mon pardon Joseph est à ce prix.
Ses dernières années sont attristées par la maladie et il meurt prématurément en 1863 à l'âge de 43 ans, laissant cinq enfants en bas âge,. Il écrivit en 1857 un poème prémonitoire intitulé Novissima Verbasur sa mort où il exprime combien lui manqueront alors son épouse Elisabeth et ses enfants :
Lorsque j'aurais clos la paupière

Pour dormir du dernier sommeil

Ne regrettant de cette terre

Que vous, vous seuls et le soleil

Sur la colline, à moitié pente

D'où bien souvent rêveur, mon œil

A couvé ma maison naissante

Vous ferez porter mon cercueil

Sans bruit que l'on creuse ma tombe

Sous l'épaisseur du vert gazon

Qu'un rayon de soleil y tombe

Le matin, en toute saison

Invisible, de là, mon ombre

Mêlée aux jeux de mes enfants

Trouvera le tombeau moins sombre

Et bien moins long le cours des ans

Car, providence tulélaire

Lisbeth, tu veilleras sur eux

Si grand est le cœur d'une mère

Qu'il peut sans peine aimer pour deux

Approchez-moi de la fenêtre

Approchez-moi plus près encore

Que cet air si pur me pénètre

Et me voile d'azur et d'or

Posez vos fronts sur ma poitrine

Charles, Armand, aux yeux si doux

Et vous, Pierre et Léopoldine

Mes chérubins, planez sur nous

Il fut enterré au cimetière de Saint-Juan où subsiste sa pierre tombale au côté de celle de son épouse Elisabeth de Jouffroy d'Abbans.

## Portraits
- La bibliothèque de Besançon conserve son portrait en médaillon par Jean-Claude Petit[13].
- Le musée de Besançon conserve un tableau d’Eugène Devéria le représentant[14].

## Membre de sociétés savantes
- Académie des sciences, belles-lettres et arts de Besançon et de Franche-Comté

## Œuvres
- 1842 La gloire militaire de la Franche-Comté (poésie), Besançon : Imp. Deis.
- 1842 Le Val-d'Amour : A mon ami Clovis Guyornaud (poésie) in "Album franc-comtois, Besançon, 1842", p. 220-224
- 1842 La Belle Louise de Montrond (poésie) in "Album franc-comtois, Besançon, 1842", p. 211-216.
- 1844 le marquis de Listenois in "Revue de la Franche-Comté", IV Mai 1844, p. 202.
- 1848 Le Bataillon mobile de Besançon à Paris, impressions et souvenirs
- 1848 Mélanges, Besançon, Bonvalot, 1848 (contient: "Jehan Goudimel ; Un duel sous la République ; De Besançon à Paris ; Jean de La Roche)
- 1866 La campagne in "Revue littéraire de la Franche-Comté", 1er septembre 1866, p. 481-485.
- 1901 Poésies ébauches et fragments, Besançon, Imprimerie Paul Jacquin, 1901, 284 pages.
- 1979 Légendes, contes et fables, Université de Franche-Comté, Faculté des lettres et sciences humaines, mémoire de maîtrise en littérature française, 1979, 424 pages.